# Melodinus tenuicaudatus
Melodinus tenuicaudatus är en oleanderväxtart som beskrevs av Ying Tsiang och P. T. Li. Melodinus tenuicaudatus ingår i släktet Melodinus och familjen oleanderväxter. Inga underarter finns listade i Catalogue of Life.